# 藍色蒙古
藍色蒙古，全名為「站立藍蒙古」，是20世紀後期興起的一個蒙古國社會運動團體。他們自稱為愛國團體並且時常在烏蘭巴托的成吉思汗廣場上進行抗爭活動。部分中國媒體稱呼其為“新納粹”，指出美國的《時代》周刊在2009年上半年曾刊登蒙古“新納粹”威脅中國的言論。

## 組織
「站立藍蒙古」目前由 7 位領袖共同管理。2018年時，他們宣稱其擁有 11 個支部，3,000 名長期參與活動的成員，並且擁有可以一次動員兩三百人的號召力和三萬名左右的支持者。
他們使用蒙古民族的傳統符號 Khas（蒙古文：Хас）做為標誌，宣稱由於外型類似變形的卐記號，故容易被外界認為是納粹的標記。

## 現況
「站立藍蒙古」宣稱長期和在蒙古的中資礦場進行抗爭，據他們其中一位領袖巴雅拉（Цэндийн Баяраа）所言他們已經成功的使60座的中資礦場關閉，而這樣的作為也讓其廣受蒙古的平民百姓和高級知識份子的支持，「到目前為止，我們已經成功迫使 60 座煤礦場關閉。蒙古人知道我們，知道我們做的事情是為了蒙古好。」
除了進行反對礦場的抗爭之外，「站立藍蒙古」也反對汙染環境、反對興建核能發電廠、反對商業開發破壞文史古蹟。其領袖巴雅拉不僅是一位街頭運動家，更是一位研究匈奴歷史的歷史學家，而蒙古國當地的考古學研究所也和他們合作共同保護蒙古國的歷史遺蹟。

## 爭議
由於「站立藍蒙古」的主張和蒙古國政府親中的態度相左，故和該國的兩大政黨——蒙古人民黨和民主黨關係並不融洽。中國媒體亦將「站立藍蒙古」視為一個極端排華的激進組織，並且宣稱他們參與一系列針對有華人親屬的蒙古人的謀殺案和在不兒罕山逼迫中國蒙古族遊客下跪等事件。不過巴雅拉指出謀殺案是另一蒙古團體所為，而不兒罕山是禁止漢族人進入的，只是誤會該遊客是漢族人才引發事件，認為這兩起事件其實都是中國媒體的誤解，而他們因為不黯中文，所以也不知道被中國的媒體如此解讀。